# Büchslen
Büchslen (tiếng Pháp: 'Buchillon') là một đô thị trong huyện See thuộc bang Fribourg ở Thụy Sĩ.